# Spoorlijn Venlo - Eindhoven
De spoorlijn Venlo - Eindhoven verbindt Venlo met Helmond en Eindhoven. De spoorlijn is een van de drie deeltrajecten van Staatslijn E tussen Breda en Maastricht. De lijn werd als laatste gedeelte van de Staatslijn in 1866 geopend. De lijn is geen onderdeel van de huidige route tussen Breda en Maastricht, die omvat een nieuwere lijn via Weert.

## Geschiedenis
Terwijl de meeste landen in Europa in 1860 waren voorzien van een uitgebreid spoorwegnet, bleef Nederland in dat opzicht achter. Enkele particuliere maatschappijen, voornamelijk uit het buitenland, hadden enkele spoorlijnen aangelegd, voornamelijk gericht op buitenlandse steden. Dat jaar besloot de regering om de Nederlandse steden te verbinden door middel van een uitgebreid spoorwegnet. In de daaropvolgende jaren kwam de staatsaanleg van spoorwegen in Nederland op gang. Door de aanleg van tien zogenaamde Staatslijnen werd een belangrijk deel van Nederland per spoor ontsloten. Om de Brabantse en Limburgse steden te ontsluiten en om aansluiting te krijgen op diverse eerder aangelegde buitenlandse spoorlijnen werd Staatslijn E tussen Breda en Maastricht aangelegd. Anders dan de andere Staatslijnen bestond Staatslijn E uit drie deeltrajecten.
Het laatst aangelegde deeltraject is de spoorlijn Venlo - Eindhoven. De spoorlijn werd op 1 oktober 1866 geopend. In Venlo sloot de spoorlijn aan op het in 1865 geopende deeltraject naar Maastricht en de gelijktijdig geopende Staatslijn G, naar het Duitse Viersen. In Eindhoven sloot de lijn aan op het deeltraject naar Breda en de eveneens in 1866 geopende spoorlijn naar Hasselt (B).
In 1872 werd vanuit Venlo de spoorlijn Büderich - Venlo geopend. Het traject maakte deel uit van de ambitieuze 'Paris-Hamburger Bahn'. In 1883 werd de Maaslijn richting Nijmegen geopend. De spoorlijn maakte deel uit van de inmiddels derde Staatsaanleg. Het tracé sloot bij Blerick aan op Staatslijn E. De spoorlijn tussen Eindhoven en Venlo was tot die tijd de enige spoorwegverbinding tussen Limburg en de rest van Nederland. Ook in de decennia hierna was het traject de belangrijkste schakel tussen Limburg en de rest van het land. Ook voor het internationale treinverkeer was de spoorlijn van groot belang.

### Nieuwe ontwikkelingen in de 20e eeuw
In 1913 werd van het oorspronkelijke tracé van de Staatslijn een groot aantal kilometers afgesneden door de aanleg van de spoorlijn Eindhoven - Weert. In Weert sloot de nieuwe spoorlijn aan op de IJzeren Rijn naar Roermond. Voortaan vond een belangrijk deel van het treinverkeer tussen Limburg en de rest van Nederland plaats via deze nieuwe verbinding. Daarnaast reed een aantal doorgaande treinen via de Maaslijn. Het traject tussen Eindhoven en Venlo was voortaan vooral voor het grensoverschrijdende spoorwegvervoer van belang. Nog voor de Tweede Wereldoorlog werd het spoorwegvervoer richting Straelen opgeheven.
Omdat het traject voor het nationale reizigersvervoer van minder belang was, duurde het tot 1956 voordat de spoorlijn werd geëlektrificeerd. Hiermee werd het mogelijk om internationale treinen over het Nederlandse traject met elektrische locomotieven te rijden. In Venlo werd vervolgens van locomotief gewisseld. Tegelijkertijd met de elektrificatie van het traject werd het station van Venlo verplaatst. Het station werd dichter bij de binnenstad gesitueerd. Dit was mogelijk door het vervallen van de spoorlijn naar Straelen. Vanuit Duitsland was het vanaf 1968 mogelijk om met elektrische tractie te rijden. Door de verschillen in bovenleidingspanning moest altijd van locomotief worden gewisseld.
Het traject tussen Helmond en Horst-Sevenum heeft een baanvaksnelheid van 160 km/h. Deze mogelijkheid wordt alleen benut bij testritten. Voor de normale treindienst geldt een baanvaksnelheid van 140 km/h, hogere snelheden staat het treinbeïnvloedingssysteem ATB EG niet toe.

## Stations en gebouwen
Net als langs de andere spoorlijnen uit de beginperiode van de eerste Staatsaanleg verschijnen ook langs de spoorlijn Venlo - Eindhoven de standaardstations van de Staatsspoorwegen, de zogenaamde Waterstaatstations. De stations Horst-Sevenum, Deurne en Nuenen krijgen een gebouw van het type 5e klasse. Helmond krijgt een gebouw van het type 4e klasse. In Venlo wordt een laag en lang stationsgebouw neergezet, bestaande uit stijl- en regelwerk, opgevuld met steen, afgesmeerd met cement. Het station voldoet hiermee aan de strenge bepalingen van de Vestingwet. Ook in andere vestingsteden als Breda, Deventer en Maastricht verschijnen dergelijke stationsgebouwen. Na het aanpassen van de wet in 1874 maken de meeste stationsgebouwen plaats voor nieuwbouw. Het stationsgebouw van Venlo blijft echter nog tientallen jaren in gebruik.
In 1868, twee jaar na de opening van de spoorlijn, krijgt ook Blerick een stationsgebouw. Het is een laag gebouw met een woning. In 1892 wordt het stationsgebouw vervangen door een hoog rechthoekig gebouw. Twee jaar later krijgt ook station America een klein stationsgebouw van één verdieping. In de loop der jaren worden de overige stationsgebouwen uitgebreid. Vooral het gebouw van Helmond wordt sterk vergroot. In 1915 wordt het station Nuenen vernoemd in Nuenen-Tongelre. In 1938 wordt het station gesloten. Ook station America en de meeste stopplaatsen en haltes langs de spoorlijn worden dan gesloten. Tijdens de Tweede Wereldoorlog raakt het stationsgebouw van Blerick zwaar beschadigd en wordt gesloopt.

### Sloop en nieuwbouw na de Tweede Wereldoorlog
Na de Tweede Wereldoorlog werd de spoorlijn richting Straelen niet opnieuw in gebruik genomen maar opgebroken. Hierdoor was het mogelijk om het station van Venlo enkele honderden meters richting de binnenstad te verplaatsen. Tegelijkertijd met de modernisering van de spoorlijn werd in 1958 het nieuwe stationsgebouw in gebruik genomen. Door de benodigde douanefaciliteiten werd het een opvallend lang gebouw. Voor de relatie met het voorplein kreeg het gebouw een enorme luifel, een glazen voorgevel en een zeer brede bordestrap. Twee jaar later kreeg Blerick een nieuw stationsgebouw. Hier werd een gebouwtje van het zogenaamde Standaardtype Vierlingsbeek neergezet.
In 1970 werd het voormalige stationsgebouw van America gesloopt, in 1972 gevolgd door het voormalige stationsgebouw van Nuenen-Tongelre. Vier jaar later werd het nog in gebruik zijnde stationsgebouw van Deurne vervangen door een min of meer standaardontwerp dat in de jaren 60 en 70 in verschillende afmetingen voornamelijk de oude Waterstaatstations verving.

### De Helmondse stations
In 1987 wordt het Helmondse Waterstaatstation vervangen door eenvoudige functionele nieuwbouw. Dat jaar wordt ook de eerste voorstadshalte van de stad, station Helmond Brouwhuis, geopend. Het station is bestemd voor de oostelijke nieuwbouwwijken van Helmond. Voor de westelijke nieuwbouwwijken wordt in 1992 station Helmond 't Hout geopend. Dat station heeft een opvallende cirkelvormige plattegrond. Aan de Eindhovense zijde zijn de stationsvoorzieningen ondergebracht, aan de andere zijde alleen een wachtruimte.
In december 2006 wordt twee kilometer ten westen van Helmond 't Hout de halte Helmond Brandevoort geopend. Geheel in stijl van de gelijknamige Vinex-wijk wordt bij het ontwerp van het stationgebouw (twee trappenhuizen en een luchtbrug) en de overkappingen historische bouwstijlen nagebootst. In de zomer van 2007 is het stationsgebouw gereed.

## Dienstregeling
Tot de opening van de spoorlijn tussen Eindhoven en Weert in 1913, kent de lijn Eindhoven - Venlo veel reizigersvervoer vanuit de Randstad naar zowel Limburg als Duitsland. Ander belangrijk spoorwegvervoer bestaat uit de boottreinen vanuit Vlissingen. Hierna blijven vooral de internationale verbindingen over. Tijdens en na de Eerste Wereldoorlog neemt het belang van de boottreinen en het andere internationale treinverkeer al enigszins af. De doorgaande internationale treinen rijden steeds meer voor het toeristenvervoer.
Na de Tweede Wereldoorlog rijden alle boottreinen vanuit Hoek van Holland. De overige internationale treinen rijden dan vooral vanuit Rotterdam en Eindhoven. Voor het nationale reizigersvervoer rijdt doorgaans één stoptrein per uur. Een aantal van deze stoptreinen rijdt door naar Keulen. Vanaf 1961 rijdt deze trein vanuit Amsterdam via Rotterdam en Eindhoven. In Eindhoven wordt een cross-platform-overstap gerealiseerd met de treinen die vanuit Amsterdam via Utrecht naar Maastricht rijden.

### Spoorslag '70
Met de invoering van de nieuwe consequente dienstregeling bij Spoorslag '70 wordt de spoorlijn naar Venlo opgenomen in het Nederlandse intercitynet. Tussen Rotterdam en Venlo gaat eenmaal per uur een intercity rijden die tussen Eindhoven en Venlo alleen in Helmond stopt. Eenmaal per twee uur rijdt deze trein door naar Keulen. Ook de bestaande stoptreinen tussen Amsterdam en Venlo, via Rotterdam, blijven op het traject rijden. Tussen de reguliere treinen rijden tevens de D-treinen Loreley Expres en de Austria Expres van en naar Hoek van Holland. Ook rijdt er op zaterdagen in de zomer een doorgaande trein tussen Vlissingen en Keulen.
In de loop van de jaren zeventig gaan zowel de intercity's als de stoptreinen vanuit Den Haag Centraal rijden. De D-treinen vanuit Hoek van Holland worden in die periode vernoemd in Rhein Expres en Britannia Express. In de loop van de jaren 80 wordt de stoptrein steeds meer opgewaardeerd tot intercity. Halverwege de jaren 80 is de voormalige stoptrein als intercity opgenomen in het spoorboekje, de trein stopt zowel tussen Dordrecht en Breda als tussen Eindhoven en Venlo nog op alle tussengelegen stations. Tussen Breda en Eindhoven rijden beide treinen precies om het half uur. De intercity's rijden nog elke twee uur door naar Keulen. Ook de boottreinen uit Hoek van Holland en de zaterdagse trein uit Vlissingen rijden in die periode nog altijd over de Staatslijn. In de spits rijdt bovendien een aantal stoptreinen uit Tilburg West en Utrecht na Eindhoven door naar Horst-Sevenum. In 1988 verdwijnt de zaterdagse trein van en naar Vlissingen en gaat op werkdagen en zaterdags tussen Eindhoven en Deurne eenmaal per uur een extra stoptrein rijden. De Rhein Expres wordt dat jaar vernoemd in Colonia Expres.

### Grote wijzigingen in de jaren 90
In de zomer van 1992 worden de stoppende intercity's gedegradeerd tot sneltrein. Dat jaar verdwijnen ook de beide boottreinen van en naar Hoek van Holland. Drie jaar later buigen de intercity's uit Den Haag na Eindhoven af naar Heerlen. Tussen Eindhoven en Venlo gaat een aansluitende stoptrein rijden. Eenmaal per twee uur rijdt tussen Eindhoven en Keulen een internationale sneltrein. Deze sluit eveneens aan op de intercity uit Den Haag. De sneltreinen blijven wel tussen Den Haag en Venlo rijden en stoppen voortaan alleen nog in Helmond, Helmond Brouwhuis en Deurne. In de spits wordt de stoptreindienst uit Tilburg West doorgetrokken naar Helmond. De pendeltreinen tussen Eindhoven en Deurne en de spitstreinen naar Horst-Sevenum verdwijnen. Tevens komt hiermee na 25 jaar een einde aan de intercitystatus van de stations Helmond en Venlo.
Een jaar later wordt de treindienst alweer grondig gewijzigd. Voortaan rijdt tussen Eindhoven en Venlo eenmaal per uur een sneltrein die alleen in Helmond stopt. Eenmaal per twee uur rijdt deze trein door naar Keulen. Dat jaar wordt ook de stoptreindienst Keulen - Kaldenkerken op de uren dat de treinen Eindhoven - Keulen niet rijden doorgetrokken naar Venlo. De oude sneltreindienst Den Haag - Venlo begint voortaan in Rotterdam Centraal en stopt tussen Eindhoven en Venlo weer op alle tussengelegen stations. Tussen Eindhoven en Deurne rijdt voortaan elk half uur een stoptrein. Eenmaal per uur en in de spits elk half uur rijdt deze vanuit Tilburg West.
In de zomer van 1999 wordt de sneltreindienst tussen Rotterdam en Venlo opgewaardeerd tot intercitydienst. De treinen beginnen weer in Den Haag Centraal en stoppen tussen Eindhoven en Venlo alleen nog in Helmond. Tussen Eindhoven en Venlo gaat eenmaal per uur een stoptrein rijden. De stoptreindienst naar Deurne blijft bestaan. Wel komt er na ruim 130 jaar een einde aan de internationale reizigersdienst op het traject. Voortaan rijdt eenmaal per uur een pendeltrein tussen Venlo en Keulen. Deze pendeldienst wordt in december 2002 gewijzigd in een stoptreindienst tussen Venlo en Hamm via Düsseldorf-Wuppertal-Hagen (Regional-expres 13/Eurobahn).

### Dienstregeling 2007
Met het ingaan van de grondig gewijzigde dienstregeling 2007 in december 2006 wordt de treindienst op de Staatslijn opnieuw gewijzigd. Voortaan rijdt weer elk half uur een intercity tussen Den Haag Centraal en Venlo. Tussen Eindhoven en Venlo stopt deze trein niet alleen in Helmond, maar ook in Deurne, Horst-Sevenum en Blerick. Daarnaast rijdt tussen Tilburg West en Deurne elk half uur een stoptrein. Sinds december 2011 rijdt tussen Nijmegen in plaats van Tilburg West (nu Tilburg Universiteit) en Deurne elk half uur een sprinter.

### Dienstregeling 2017
Na het ingaan van de grondig gewijzigde dienstregeling 2017 in december 2016 wordt de treindienst op de Staatslijn opnieuw gewijzigd. De Intercity die tot eind 2016 tussen Den Haag Centraal en Venlo reed, rijdt nu de treindienst tussen Venlo en Schiphol Airport. De Intercity vanuit Venlo werd daarbij kortstondig in Eindhoven gekoppeld aan de trein vanuit Heerlen en komende vanuit Schiphol Airport in Eindhoven weer gesplitst, maar sinds er elke tien minuten een trein rijdt tussen Utrecht en Eindhoven (in het kader van het PHS) rijden de treinen los van elkaar. Na 21:00 uur rijdt één trein per uur alleen tussen Eindhoven en Venlo.
Tussen Eindhoven en Venlo stopt de intercity niet alleen in Helmond, maar ook in Deurne, Horst-Sevenum en Blerick. Daarnaast rijdt tegenwoordig tussen 's-Hertogenbosch en Deurne elk half uur een sprinter. De intercitydienst wordt voornamelijk uitgevoerd met het treinmaterieel VIRM, de Sprinterdienst wordt voornamelijk uitgevoerd met FLIRT-treinstellen.

### Huidige dienstregeling
| Serie | Treinsoort     | Route | Bijzonderheden |
| ----- | -------------- | --- | --- |
| 3500  | Intercity (NS) | Dordrecht – Rotterdam Centraal – Schiedam Centrum – Delft – Den Haag HS – Leiden Centraal – Schiphol Airport – Amsterdam Zuid – Utrecht Centraal – 's-Hertogenbosch – Eindhoven Centraal – Helmond – Venlo | Rijdt na circa 22:30, op zaterdagochtend tot circa 9:00 en op zondagochtend tot circa 10:00 niet tussen Dordrecht en Utrecht Centraal v.v.               |
| 4400  | Sprinter (NS)  | Oss – 's-Hertogenbosch – Eindhoven Centraal – Helmond – Deurne | Rijdt in de ochtendspits van maandag t/m donderdag twee ritten van/naar Oss, waarbij richting Oss non-stop wordt gereden tussen 's-Hertogenbosch en Oss. |

## Materieelinzet
Hoewel op grote delen van het Nederlandse spoorwegnet vanaf de jaren 30 het moderne elektrische en dieselelektrische stroomlijnmaterieel wordt ingezet, wordt de stoomtractie op het traject Venlo - Eindhoven pas begin jaren 50 vervangen. Vanaf 1954 worden de meeste treinen op het traject gereden door de diesellocomotieven van de serie 2600. De zes locomotieven zijn speciaal voor de reizigersdienst op het traject gebouwd. Ze rijden ook de D-treinen als de Loreley en Austria Expres. Hierbij rijden de locomotieven tot Kaldenkirchen, waar een Duitse locomotief de tractie overneemt.
Met de elektrificatie van het traject in 1956 komt er alweer een einde aan de inzet van de locomotieven. Ze worden nog twee jaar in de goederendienst ingezet. Hierna worden ze buiten dienst gesteld. De reizigersdienst is inmiddels overgenomen door elektrische treinstellen. D-treinen worden door elektrische locomotieven gereden. Voortaan vindt de locomotiefwissel in Venlo plaats. De in 1961 geïntroduceerde rechtstreekse verbinding tussen Amsterdam, Rotterdam en Venlo wordt voornamelijk met getrokken materieel gereden.

### Spoorslag '70
De intercity's die vanaf 1970 tussen Rotterdam en Venlo/Keulen gaan rijden, worden met getrokken materieel gereden. De rijtuigen die in de treinen worden ingezet zijn zowel de Nederlandse Plan K- en N-rijtuigen als rijtuigen van de Deutsche Bundesbahn. De voormalige Britse locomotieven van de serie 1500 verzorgen een belangrijk deel van de tractie. In de doorgaande stoptreindienst vanuit Amsterdam wordt voornamelijk het Materieel '64 ingezet. Ook als de treindienst wordt gewijzigd in Den Haag - Venlo, blijven de treinstellen op de verbinding rijden. De spitstreinen worden voornamelijk met het oude Materieel '46 gereden.
Ter vervanging van de oude Plan K- en N-rijtuigen worden vanaf eind 1981 eerste Intercityrijtuigen tussen Den Haag en Keulen ingezet. In de binnenlandse intercity's nemen de treinstellen Materieel '54 in 1981 de meeste treindiensten van de Plan T en V treinstellen over. Ook wordt een aantal treinen gereden met gehuurde Franse Corail rijtuigen. In 1984 loopt de huur van deze rijtuigen af en worden vrijwel alle binnenlandse intercity's met Materieel '54 en '64 gereden.
In 1986 gaan de locomotieven van de serie 1500 buiten dienst en worden de getrokken treinen voornamelijk gereden door de locomotieven van de serie 1600. Twee jaar later zijn er voldoende intercityrijtuigen gebouwd om ook een groot deel van de binnenlandse intercity's te rijden. De treinen naar Keulen worden vanaf 1989 met Duitse rijtuigen gereden, versterkt met een ICR-BKD-rijtuig. Naast de getrokken treinen wordt een deel van de intercity's tot de zomer van 1995 met het Materieel '54 gereden. In de nieuwe stoptreindiensten worden Plan V-treinstellen ingezet.
Als de treindienst naar Keulen in 1995 wordt ingekort tot Eindhoven worden de treinen met korte treinstammen van vier intercityrijtuigen gereden. In de sneltreindienst tussen Den Haag en Venlo wordt vanaf dat jaar het Dubbeldeksaggloregiomaterieel ingezet. Ook het Intercitymaterieel en Materieel '64 rijdt een aantal treinen. In 1996 verschijnt ook het Dubbeldeksinterregiomaterieel op de verbinding. De stoptreindienst tussen Tilburg West en Deurne wordt vanaf dat jaar gereden met het Stadsgewestelijk Materieel. In de stoptreindienst wordt vanaf het einde van de jaren 90 weer voornamelijk Materieel '64 ingezet.
Sinds eind december 2016, met het ingaan van dienstregeling 2017, wordt de Intercitydienst gereden door VIRM-treinstellen, de Sprinterdienst wordt gereden door FLIRT-treinstellen.

### Terugkeer buitenlandse rijtuigen
In de zomer van 1999 worden opnieuw getrokken treinen met intercityrijtuigen in de intercitydienst tussen Den Haag en Venlo ingezet. De treinen worden versterkt met vier, later vijf in België gehuurde K4-rijtuigen. De treindienst wordt hiermee weer grotendeels met getrokken materieel gereden. In december 2000 worden ook 24 in Duitsland gehuurde rijtuigen ingezet in de treindienst. Hiermee lijken de treinen weer even op de doorgaande internationale treinen die voorheen over het traject reden.
In februari 2002 worden de gehuurde Belgische en Duitse rijtuigen vervangen door ICK-rijtuigen. De 150 rijtuigen zijn in 2000 gekocht van de Deutsche Bahn en voorzien van nieuw interieur. Bovendien zijn de rijtuigen in de geel/blauwe intercitykleuren van de NS geschilderd. De rijtuigen zijn in eerste instantie bedoeld om het tijdelijke materieeltekort op te vangen totdat er voldoende IRM beschikbaar was. Ze worden de eerste maanden ingezet in combinatie met andere rijtuigtypen, later rijden de rijtuigen alleen nog in complete ICK-treinen. Vanaf 20 april 2009 zijn de alle treinen met ICK-rijtuigen vervangen door ICRm-rijtuigen en VIRM-treinstellen.